# 重对数律
在概率论中，重对数律(LIL)用来描述一个随机游走的振幅。其最早为Aleksandr Y. Khinchin在1924年所叙述；之后Andrey N. Kolmogorov在1929年给出了另一个叙述。由于定理中出现了二重对数，故名。

## 内容
令{\displaystyle \{Y_{n}\}}是一列独立同分布的随机变量，其期望为0，方差为1；且记{\displaystyle S_{n}=Y_{1}+\ldots +Y_{n}}，那么：
{\displaystyle \limsup _{n\to \infty }{\frac {S_{n}}{\sqrt {2n\log \log n}}}=1,\qquad {\text{a.s.}},}
其中“log”是自然对数，“lim sup”是上极限，“a.s.”是“几乎必然”。